# Danh sách kênh Twitch được theo dõi nhiều nhất
Đây là một danh sách chưa hoàn tất, và có thể sẽ không bao giờ thỏa mãn yêu cầu hoàn tất. Bạn có thể đóng góp bằng cách mở rộng nó bằng các thông tin đáng tin cậy.Danh sách này bao gồm 50 kênh được theo dõi nhiều nhất trên Twitch.

## Danh sách
Danh sách này bao gồm 50 kênh được theo dõi nhiều nhất trên Twitch tính đến  ngày 29 tháng 9 năm 2022, với tổng được làm tròn đến hàng trăm nghìn, cũng như thể loại hoặc các thể loại mà họ stream.
**: Kênh không còn hoạt động.
***: Nghỉ vô thời hạn.
Tên đầy đủ của một số chủ sở hữu không được biết đến trên công cộng. Sẽ có một tên họ.
| Hạng | Kênh            | Chủ sở hữu              | Tổng người theo dõi (triệu) | Chơi trò chơi                                             |
| ---- | --------------- | ----------------------- | --------------------------- | --------------------------------------------------------- |
| 1    | Ninja           | Richard Blevins         | 18.3                        | Fortnite, League of Legends                               |
| 2    | auronplay       | Raúl Álvarez            | 13.7                        | Minecraft, Grand Theft Auto V, nhiều trò chơi, trò chuyện |
| 3    | Rubius          | Rubén Doblas            | 12.7                        | Minecraft, Grand Theft Auto V, trò chuyện                 |
| 4    | ibai            | Ibai Llanos             | 11.5                        | Nhiều trò chơi, trò chuyện, special events                |
| 5    | Tfue            | Turner Tenney           | 11.2                        | Apex Legends, Fortnite                                    |
| 6    | xQc             | Félix Lengyel           | 11.1                        | Nhiều trò chơi, trò chuyện                                |
| 7    | shroud          | Michael Grzesiek        | 10.3                        | Valorant, nhiều trò chơi                                  |
| 8    | TheGrefg        | David Cánovas           | 10.1                        | Fortnite, Minecraft, nhiều trò chơi, trò chuyện           |
| 9    | pokimane        | Imane Anys              | 9.2                         | Valorant, nhiều trò chơi, trò chuyện                      |
| 10   | juansguarnizo   | Juan Sebastián Guarnizo | 8.9                         | Nhiều trò chơi                                            |
| 11   | sodapoppin      | Thomas Morris           | 8.8                         | Nhiều trò chơi                                            |
| 12   | Myth **         | Ali Kabbani             | 7.4                         | Valorant, nhiều trò chơi                                  |
| 13   | Heelmike        | Michael Peters          | 7.4                         | Nhiều trò chơi, trò chuyện                                |
| 14   | tommyinnit      | Thomas Simons           | 7.3                         | Minecraft                                                 |
| 15   | TimTheTatman ** | Timothy Betar           | 7.0                         | Call of Duty: Warzone, nhiều trò chơi                     |
| 16   | NICKMERCS       | Nicholas Kolcheff       | 6.6                         | Apex Legends, Fortnite                                    |
| 17   | AdinRoss        | Adin Ross               | 6.4                         | NBA 2K, Grand Theft Auto V, trò chuyện                    |
| 18   | Riot Games      | Riot Games              | 6.1                         | League of Legends                                         |
| 19   | summit1g        | Jaryd Lazar             | 6.1                         | Nhiều trò chơi                                            |
| 20   | Dream           | Clay                    | 6.1                         | Minecraft                                                 |
| 21   | SypherPK        | Ali Hassan              | 6.0                         | Fortnite                                                  |
| 22   | alanzoka        | Alan Ferreira           | 5.9                         | Nhiều trò chơi                                            |
| 23   | Amouranth       | Kaitlyn Siragusa        | 5.8                         | ASMR, trò chuyện                                          |
| 24   | ESL_CSGO        | ESL                     | 5.5                         | CS:GO                                                     |
| 25   | Clix            | Cody Conrod             | 5.4                         | Fortnite                                                  |
| 26   | ElMariana       | Osvaldo Palacios        | 5.3                         | Nhiều trò chơi, trò chuyện                                |
| 27   | ElSpreen        | Iván Buhajeruk          | 5.2                         | Minecraft, nhiều trò chơi, trò chuyện                     |
| 28   | Mongraal        | Kyle Jackson            | 5.2                         | Fortnite, Valorant                                        |
| 29   | Fortnite        | Epic Games              | 5.2                         | Fortnite                                                  |
| 30   | elded           | Victor Calderón         | 5.2                         | Nhiều trò chơi                                            |
| 31   | Bugha           | Kyle Giersdorf          | 5.1                         | Fortnite                                                  |
| 32   | loltyler1       | Tyler Steinkamp         | 5.1                         | League of Legends                                         |
| 33   | Quackity        | Alexis                  | 4.9                         | Minecraft, nhiều trò chơi, trò chuyện                     |
| 34   | Tubbo           | Tobias Smith            | 4.9                         | Minecraft                                                 |
| 35   | AriGameplays    | Abril Abdamari          | 4.9                         | Grand Theft Auto V, nhiều trò chơi, trò chuyện            |
| 36   | GeorgeNotFound  | George Davidson         | 4.8                         | Minecraft                                                 |
| 37   | Dakotaz         | Brett Hoffman           | 4.6                         | Fortnite                                                  |
| 38   | MontanaBlack88  | Marcel Eris             | 4.6                         | Nhiều trò chơi, trò chuyện                                |
| 39   | WilburSoot      | Will Gold               | 4.6                         | Minecraft, nhiều trò chơi, trò chuyện                     |
| 40   | DrLupo **       | Benjamin Lupo           | 4.5                         | Escape from Tarkov, nhiều trò chơi                        |
| 41   | Fresh **        | Harley Fresh            | 4.5                         | Fortnite                                                  |
| 42   | moistcr1tikal   | Charles White Jr.       | 4.4                         | Nhiều trò chơi, trò chuyện                                |
| 43   | RanbooLive      | -                       | 4.4                         | Minecraft, nhiều trò chơi, trò chuyện                     |
| 44   | Robleis         | Tomás Arbillaga         | 4.3                         | Nhiều trò chơi, trò chuyện                                |
| 45   | DaequanWoco     | Daequan Loco            | 4.2                         | Fortnite                                                  |
| 46   | Philza          | Phillip Watson          | 4.1                         | Minecraft                                                 |
| 47   | NickEh30        | Nicholas Amyoony        | 4.1                         | Fortnite                                                  |
| 48   | SLAKUN10        | Sergio Agüero           | 4.0                         | FIFA, trò chuyện                                          |
| 49   | Sykkuno **      | Thomas                  | 4.0                         | Grand Theft Auto V, Valorant, nhiều trò chơi              |
| 50   | benjyfishy      | Benjamin Fish           | 3.9                         | Valorant, Fortnite                                        |